# Ermita de Santa María de la Huerta
La ermita de Santa María de la Huerta en Fréscano (Provincia de Zaragoza, España) es una sencilla construcción levantada en dos fases. A la primera fase, datada en el siglo XIV, corresponde la nave única, y a la segunda, datada en el siglo XVI, corresponde el volumen cúbico del presbiterio, más alto y ancho que la nave. Además en época renacentista también se abrió una capilla en el lado norte.
Se puede decir que el estilo de la ermita es románico en la transición al gótico.
La fábrica está realizada en mampostería combinada con ladrillo Al interior, toda la bóveda de cañón apuntado que cubre la nave aparece recubierta con un enlucido, bajo el que han aparecido restos de pinturas murales góticas de gran interés. 
En el presbiterio, cubierto con bóveda de crucería estrellada, también aparecen pinturas murales, pero de época posterior. 